# Anthracophora bufo
Anthracophora bufo är en skalbaggsart som beskrevs av Gilbert John Arrow 1907. Anthracophora bufo ingår i släktet Anthracophora och familjen Cetoniidae. Inga underarter finns listade i Catalogue of Life.